# Гарридо, Аура
А́ура Гарри́до (исп. Aura Garrido; род. 29 мая 1989, Мадрид, Испания) — испанская актриса, известная по фильму «Планы на завтра» и сериалу «Ангел или демон».

## Биография
Интерес к искусству перешёл к ней от семьи. Её отец, Томас Гарридо, композитор и дирижёр, бабушка по материнской линии и тётя были оперными певицами, и дядя также оперный певец. С четырёх лет Аура начала учиться игре на фортепьяно, в пять — балету. В свободное время изучает антропологию в Национальном университете дистанционного образования.

## Фильмография
| Год  |     | Русское название       | Оригинальное название           | Роль                    |
| ---- | --- | ---------------------- | ------------------------------- | ----------------------- |
| 2010 | ф   |                        | Inocentes                       | Адриана Главная роль    |
| 2010 | ф   | Планы на завтра        | Planes para mañana              | Моника                  |
| 2011 | кор |                        | 5ºB Escalera Dcha               | Сара                    |
| 2012 | ф   | Призрачный выпускной   | Promoción fantasma              | Эльса                   |
| 2012 | ф   | Тело                   | El cuerpo                       | Карла Миллер            |
| 2013 | ф   |                        | Los Ilusos                      | София Главная роль      |
| 2013 | ф   | Стокгольм              | Stockholm                       | Элла                    |
| 2013 | ф   |                        | Viral                           | Люсия Главная роль      |
| 2017 | ф   | Атлантида              | Cold Skin                       | Анерис                  |
| 2017 | ф   | Туман и дева           | La niebla y la doncella         | Вирджиния Чаморро       |
| 2018 | ф   | Уведомление            | El Aviso                        | Лусия                   |
| 2019 | ф   | Убийства в стиле Гойи  | El asesino de los caprichos     | Ева Гонсалес            |
| 2019 | ф   | Тишина белого города   | El silencio de la ciudad blanca | Эстибалис Руис де Гауна |
| 2020 | ф   | Долина живых мертвецов | Malnazidos                      | убийца священников      |

## Телевидение

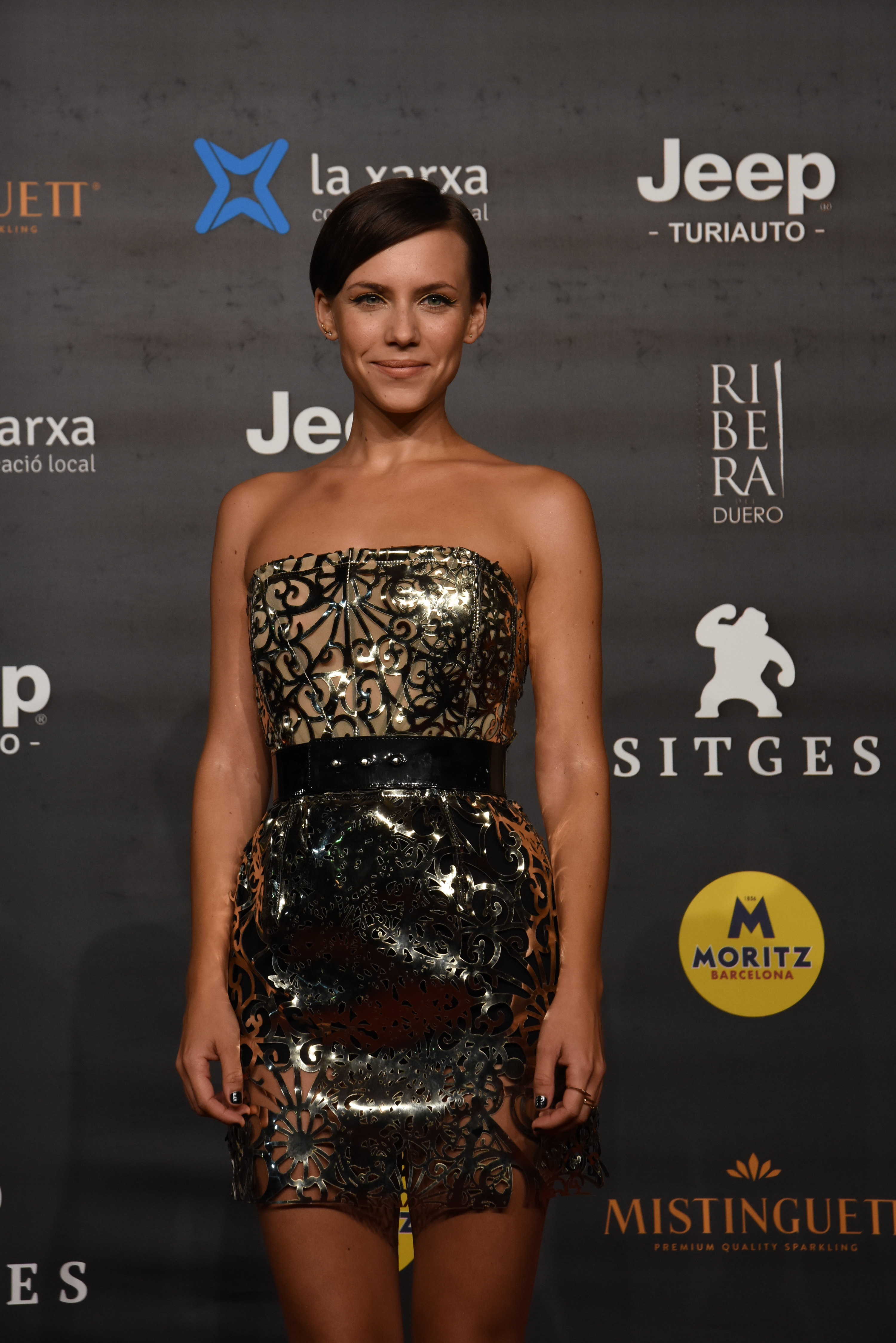
Аура Гарридо на фестивале в Сиджесе (2019)

| Год  |   | Русское название               | Оригинальное название               | Роль                  |
| ---- | - | ------------------------------ | ----------------------------------- | --------------------- |
| 2009 | ф | Физика или химия               | Física o química                    | Эрика                 |
| 2009 | ф |                                | De repente, los Gómez               | Сильвия               |
| 2010 | ф |                                | La pecera de Eva                    | Эстер                 |
| 2011 | ф | Ангел или демон                | Angel o demonio                     | Валерия               |
| 2011 | ф | Крематорий                     | Crematorio                          | Мириам Mullor         |
| 2012 | с | Империя                        | Imperium                            | Кора                  |
| 2015 | с | Приключения капитана Алатристе | Las aventuras del Capitán Alatriste | Хуана Инес де ла Крус |
| 2015 | с | Министерство времени           | El ministerio del tiempo            | Амелия Фолк           |
| 2020 | с | Эрнан                          | Hernan                              | Хуана                 |
| 2021 | с | Харлан Кобен. Невиновен        | El inocente                         | Оливия Коста          |
| 2022 | с | Личное дело                    | Un asunto privado                   | Марина Кирога         |

## Награды и номинации
Полный список наград и номинаций на сайте IMDb.
| Награды и номинации | Награды и номинации     | Награды и номинации               | Награды и номинации  | Награды и номинации |
| Год                 | Награда                 | Категория                         | Фильм                | Результат           |
| ------------------- | ----------------------- | --------------------------------- | -------------------- | ------------------- |
| 2010                | Малагский кинофестиваль | Лучшая актриса второго плана      | Планы на завтра      | Победа              |
| 2011                | Премия «Гойя»           | Лучшая новая актриса              | Планы на завтра      | Номинация           |
| 2013                | Малагский кинофестиваль | Лучшая актриса                    | Стокгольм            | Победа              |
| 2014                | Премия «Гойя»           | Лучшая актриса                    | Стокгольм            | Номинация           |
| 2014                | Премия Святого Георгия  | Лучшая актриса в испанском фильме | Стокгольм            | Победа              |
| 2014                | Fotogramas de Plata     | Лучшая актриса                    | Стокгольм            | Номинация           |
| 2016                | Fotogramas de Plata     | Лучшая телевизионная актриса      | Министерство времени | Победа              |

В 2010 году получила приз за лучшую женскую роль (совместно с Карме Элиас, Гойей Толедо и Аной Лабордета) на фестивале Primavera Cinematográfica de Lorca за игру в фильме «Планы на завтра», где снимались все эти актрисы.